# Annika Jäderholm-Gustafsson
Annika Jäderholm-Gustafsson, född 29 oktober 1929 i Stockholm, är en svensk barn- och ungdomspsykiater.
Jäderholm, som är dotter till överläkare Bruno Jäderholm och Marianne Nordfelt, avlade studentexamen i Stockholm 1949, blev medicine kandidat vid Karolinska Institutet i Stockholm 1952 och medicine licentiat där 1957. Hon var extra läkare i Värmlands läns psykiska barn- och ungdomsvård 1958–1959, underläkare vid barnpsykiatriska kliniken och barnkliniken i Örebro 1959–1964, vid psykiatriska kliniken 1964–1965, vid barnpsykiatriska kliniken där 1966–1967 samt blev biträdande överläkare vid barnpsykiatriska kliniken på Regionsjukhuset i Örebro 1967 och överläkare där 1974.